# Phill Brown
Phill Brown (né en 1950) est un ingénieur du son britannique qui a commencé sa carrière comme autodidacte en 1967 à l'Olympic Studio à Londres, où il participe à des sessions d'enregistrement de Traffic, Jimi Hendrix, Joe Cocker, The Rolling Stones. Il a ensuite travaillé (d'abord pour Island Records jusqu'en 1976, puis à son compte) avec de nombreux musiciens tels que : Mott the Hoople, Dusty Springfield, David Bowie, Duke Ellington, Jimmy Cliff, Led Zeppelin, Pink Floyd, Cat Stevens, Jeff Beck, Brian Eno, Murray Head, Bob Marley, Joni Mitchell, Robert Palmer, Roxy Music, Joan Armatrading, Dire Straits, Marianne Faithfull, etc.
Au milieu des années 1980, dérouté par l'hégémonie des technologies digitales et par l'évolution de l'industrie musicale, il décide de quitter le métier. Mais à la suite d'une rencontre avec le producteur Tim Friese-Green, il travaille avec Talk Talk sur les albums expérimentaux Spirit of Eden (1988) puis Laughing Stock (1991). Son rôle étant considéré comme majeur dans la sonorité particulière de ces disques, sa carrière s'en trouve relancée. Depuis les années 1990, il a collaboré notamment avec Orang, Mark Hollis, Beth Gibbons, Rustin Man, Midnight Choir (en), Throwing Muses, Faithless, Dido, Tricky, etc.
Son autobiographie, Are We Still Rolling? Studio's Drugs & Rock 'n' Roll. One Man's Journey Recording Classic Albums, publiée en 2011, couvre 40 ans d'histoire de l'industrie musicale britannique.
Phill Brown est le frère cadet de Terry Brown (en), également ingénieur du son.